# Balići (Prijepolje)
Pour les articles homonymes, voir Balići.
Balići (en serbe cyrillique : Балићи) est un village de Serbie situé dans la municipalité de Prijepolje, district de Zlatibor. Au recensement de 2011, il comptait 473 habitants.

## Démographie

### Évolution historique de la population
| 1948 | 1953 | 1961 | 1971 | 1981 | 1991 | 2002 | 2011 |
| ---- | ---- | ---- | ---- | ---- | ---- | ---- | ---- |
| 432  | 491  | 535  | 600  | 664  | 557  | 434  | 473  |

|  |